# La Terra di Mezzo: L'ombra della guerra
La Terra di Mezzo: L'ombra della guerra (Middle-earth: Shadow of War) è un action RPG, sequel de La Terra di Mezzo: L'ombra di Mordor, sviluppato da Monolith Productions e pubblicato da Warner Bros. Interactive Entertainment.
Il gioco è stato pubblicato per Microsoft Windows, PlayStation 4 e Xbox One il 10 ottobre 2017. Un videogioco companion app free-to-play era disponibile per iOS e Android.
L'Ombra della Guerra continua la narrazione del gioco precedente, basata sul legendarium di J. R. R. Tolkien e impostata tra gli eventi de Lo Hobbit e Il Signore degli Anelli. Come il suo predecessore, il gioco prende anche ispirazione dagli adattamenti cinematografici del regista Peter Jackson Lo Hobbit e Il Signore degli Anelli. Il giocatore prosegue la storia del ramingo Talion e lo spirito del Signore elfico Celebrimbor, che condivide il corpo di Talion, di come essi forgiano un nuovo Anello del Potere per creare un esercito e combattere contro Sauron. Il gioco si basa sul "sistema Nemesis" introdotto nell'Ombra di Mordor, permettendo a Talion di guadagnare seguaci di diverse razze della Terra di Mezzo, tra cui orchi e troll e pianificare strategie complesse usando questi per completare le missioni.

## Trama
L'Ombra della Guerra prosegue la narrazione da L'Ombra di Mordor, con Talion, il ramingo gondoriano non-morto conosciuto come Senzamorte, ancora unito con lo spirito del Fabbro elfico Celebrimbor, recatosi a Monte Fato per forgiare un nuovo Anello del Potere libero dalla malvagità di Sauron poiché in esso è infuso lo spirito dell'elfo. Subito dopo la creazione arriva però Shelob, la terribile regina dei ragni figlia di Ungoliant che rapisce lo spirito del Lucente Signore elfico e lo porta nella sua tana a Cirith Ungol. Trovata la tana, Talion è costretto dalla creatura (che si palesa nella forma di una donna bellissima) a cederle l'anello per l'elfo. I due cercano di riprendere il maltolto ma Shelob usa i suoi poteri e dà a Talion la visione della caduta di Minas Ithil, l'ultima roccaforte di Gondor nella regione. Talion parte alla volta della città per salvare il suo popolo mentre Celebrimbor è interessato a impedire che Sauron si impossessi del Palantír custodito nella fortezza.
Giunto durante la breccia degli Uruk, Talion aiuta le forze Gondoriane - guidate dal capitano Baranor, la bella e coraggiosa Idril e il padre di lei il generale Castamir - arroccate nella città alta. Talion chiede il Palantír ma Castamir glielo nega affermando che è una reliquia che deve essere nascosta e protetta. In seguito, Talion e Celebrimbor ritornano da Shelob, questa rivela che il reggente di Cirith Ungol ha assoldato un assassino per uccidere Castamir o Idril in modo da accelerare la conquista di Minas Ithil. Guidati da Gollum Talion e Celebrimbor riescono a scovare l'assassino e lo mettono fuori gioco. Talion incontra anche Baranor e lo aiuta a eliminare l'ultima guardia del corpo di un comandante in modo da renderlo un bersaglio facile e su consiglio di Shelob lo uccidono. Successivamente, Talion capisce che a Minas Ithil c'è un traditore e che l'unico che può rivelarlo è il comandante Snafû, conosciuto come lo Spezzauomini. Talion gli tende un'imboscata, ma quando cerca di scoprire chi è il suo contatto umano un maleficio del Re Stregone di Angmar uccide l'Uruk. Tornato a Minas Ithil Talion scopre che Castamir è stato catturato, e in quel momento viene sfidato dal Re Stregone che ha preso possesso del corpo di un Uruk. Sapendo che si tratta di una trappola Talion decide comunque di acconsentire, per permettere a Idril e Baranor di infiltrarsi dietro le linee nemiche. Talion affronta il campione del Re Stregone e successivamente gli Orchi restanti. Salvato Castamir scoprono che è proprio lui il traditore. Talion si affretta ma non riesce ad impedire la caduta di Minas Ithil nonostante combatta valorosamente. Però, decide di prendere almeno il Palantír in modo che non cada in mano al Re Stregone. Giunto nella grande sala trova Castamir con Idril, il quale confessa il suo tradimento affermando però che lo ha fatto in cambio della vita della figlia. Quando il Re Stregone giunge con gli altri Nazgûl Castamir gli consegna il Palantír, ma ovviamente il Nazgûl lo tradisce uccidendolo e ribattezza la città Minas Morgul. Talion mette in salvo Idril e affronta gli Spettri dell'Anello, ma quando sta per attaccare il Re Stregone costui lo immobilizza e cerca di renderlo suo schiavo. Talion viene salvato in extremis da Eltariel, guerriera elfica che da molti anni lotta contro i Nazgûl per ordine della sua signora Galadriel. Tramite il Palantír Sauron scopre che Shelob possiede l'anello di Celebrimbor e quindi manda i Nove ad ucciderla. Talion e Eltariel salvano la regina dei ragni e lei in cambio riconsegna l'anello al ramingo dicendogli che il destino della Terra di Mezzo è nelle sue mani.
Grazie al potere dell'anello Talion ora è in grado di sottomettere nuovamente gli orchi e di ricreare il suo esercito. Tornati a Núrnen, l'attenzione di Talion e Celebrimbor viene attirata da un Olog particolarmente capace nel combattimento chiamato Brûz. Una volta dominato i tre formano così un esercito di Orchi per prendere la fortezza di Núrn sconfiggendo l'attuale reggente, un Troll a due teste chiamato l'Etten. Presa la fortezza Talion scopre che l'Etten è in realtà un Olog la cui seconda testa è una sua vecchia conoscenza: Ratbag, creduto ucciso dal Martello di Sauron. Invece, era sopravvissuto ma venne catturato. Riuscitosi a liberare assieme all'Olog conosciuto durante la prigionia, insieme avevano preso possesso del forte. Dopo ciò Talion e Celebrimbor sentono un richiamo che li attira nella Foresta di Carnan. I due scoprono la sua residenza in un grande albero ma vengono trattati con ostilità perché Talion, in quanto un morto che cammina, è un essere contro natura. Finito lo scontro Talion e Celebrimbor incontrano Carnan in una forma umanoide, la quale gli rivela che la creazione del nuovo Anello ha risvegliato Tar Goroth, uno dei Balrog di Morgoth nascosto nella regione di Gorgoroth e suo antico nemico. Usciti dalla foresta i due vengono raggiunti da Eltariel e insieme scoprono che i Nazgûl stanno creando i Prescelti, Orchi da loro selezionati che divengono i loro diretti servitori, così decidono di fermare i rituali che si stanno svolgendo per Mordor.
Tornati a Minas Morgul per cercare di riprendere il Palantír, i tre affrontano il Nazgûl Suladân e una volta sconfitto Talion ha una visione del suo passato quando era ancora un Uomo che venne soggiogato da uno dei nove Anelli del Potere di Sauron. Arrivato nella regione montuosa di Seregost, Talion rincontra Baranor, sopravvissuto alla caduta di Minas Ithil, aiutandolo a liberare altri gondoriani e a ricongiungersi con Idril. I due decidono di rimanere a Mordor per continuare la loro guerra, pur sapendo che un giorno potrebbero trovare la fine. Talion e Celebrimbor decidono di raggiungere la fossa di Gorgoroth per impedire che il negromante Zog esegua il rituale per riportare in superficie Tar Goroth fallendo. In loro aiuto giunge Carnan, ma nonostante i loro sforzi questi riesce a metterli fuori gioco e a uscire dalla fossa. Inseguitolo, grazie a Carnan che assume le fattezze di un Draco, riescono finalmente ad abbattere Tar Goroth.
In seguito, Talion e Celebrimbor vengono traditi da Brûz scoprendo così che la volontà degli Orchi è ancora presente anche dopo essere stati dominati. Celebrimbor decide che non dovranno ucciderlo ma trasformarlo in un esempio per chiunque voglia tradire il Lucente Signore. Poco dopo rincontrano Ratbag che si è salvato grazie a un'uscita di emergenza. Grazie al suo aiuto riescono a rintracciare Brûz, che l'ha tradito perché in fondo non sopportava di essere stato sconfitto in un combattimento. Invece di ucciderlo, Celebrimbor usa i suoi poteri per stravolgere completamente la mente di Brûz riducendolo in un terribile stato catatonico, una condizione che per tutti i presenti, Talion compreso, è peggio della morte.
Tornati a Núrnen Talion e Celebrimbor vengono richiamati da Carnan, visibilmente provata dallo scontro con Tar Goroth, la quale li informa che la regione è contaminata dalla magia nera di Zog. Dopo una serie di scontri con i suoi accoliti scoprono che questi ha intenzione di resuscitare Tar Goroth. I due riescono ad interrompere il rituale e a uccidere finalmente il negromante. Più tardi scoprono, tuttavia, che i suoi accoliti sono riusciti a riportarlo in vita a Minas Morgul. Giunto sul posto Talion riesce a dare pace a defunti e uccide in maniera definitiva Zog.
Ritornati a Seregost Talion e Celebrimbor devono difendere la fortezza da un Nazgûl che l'Elfo riconosce come Helm Mandimartello, l'ultimo re di Rohan della prima linea, che riesce a comandare tutte le bestie di Mordor. In loro aiuto giunge Eltariel e insieme inseguono Helm dove, alla fine di un combattimento tra il Nazgûl e i suoi Drachi, Talion riesce a sconfiggerlo e nelle sue memorie scopre che Celebrimbor è stato partecipe insieme a Sauron alla loro creazione. Benché ammetta la verità Celebrimbor afferma che pensava che gli Anelli del Potere servivano a riportare l'ordine nella Terra di Mezzo e che Sauron lo aveva ingannato.
Eltariel riesce a trovare un altro Nazgûl in alcune rovine a Gorgoroth e i tre scoprono che si tratta nientemeno che di Isildur, il leggendario re di Arnor e Gondor con il potere di riportare in vita gli spiriti degli uomini morti conosciuti come Senzanima. Alla fine, quando il loro esercito è finalmente pronto, Talion insieme a Eltariel guida l'assalto contro Barad-dûr. Fattosi strada attraverso il ponte contro una moltitudine di Orchi, Talion affronta di nuovo Isildur ai cancelli della torre, scoprendo nelle sue memorie che quando gli Orchi lo uccisero lo ripescarono dall'Anduin e lo portarono a Barad-dûr, dove Sauron, ormai ridotto come puro spirito, gli fece indossare un Anello del Potere riportandolo in vita e facendolo diventare suo schiavo. Celebrimbor usa il suo potere per spezzare il potere di Sauron che ha su di lui facendogli sfilare l'anello e cercando di sottometterlo al suo volere. Talion, tuttavia, è contrario a ciò e dà finalmente la pace della morte a Isildur liberandolo dalla sua condizione di schiavo non morto. Celebrimbor si infuria perché voleva usarlo come servo contro Sauron e qui si ha la definitiva rottura tra i due. Infatti l'elfo aveva sempre manipolato Talion per prendere il potere a Mordor e sottomettere Sauron col fine di conquistare tutta la Terra di Mezzo col titolo di Lucente Signore. Capendo di non potersi più fidare di lui Celebrimbor abbandona il ramingo e consegna l'anello a Eltariel unendosi a lei e lasciando il gondoriano a morire poiché lo spirito dell'elfo era l'unica cosa che lo teneva in vita. Nella sua agonia Talion viene raggiunto da Shelob la quale gli spiega che il motivo per cui aveva rubato l'anello era proprio perché sapeva attraverso la sua preveggenza i piani di Celebrimbor: se il ramingo fosse rimasto con Celebrimbor l'elfo avrebbe sottomesso la Terra di Mezzo con legioni di orchi ottenute da un Sauron soggiogato, ma tramite le sue azioni ha portato la rottura tra lui e Talion, dicendogli anche la sua guerra non è ancora finita e che lui dovrà contenere gli eserciti di Mordor.
Con le sue ultime forze Talion prende l'anello caduto ad Isildur, giurando che finché avrà vita avrebbe deciso solo lui il suo destino, e lo indossa diventando un Nazgûl ma mantenendo la sua volontà. Grazie ai suoi nuovi poteri Talion, alla guida di un esercito di Senzanime e orchi non morti, riconquista Minas Morgul e scaccia il Re Stregone e i Nazgûl.
Attraverso il Palantír il ramingo osserva il duello finale tra Eltariel/Celebrimbor e Sauron sulla cima di Barad-dûr. Dopo un successo iniziale contro l'Oscuro Signore, in cui Celebrimbor riesce quasi ad assoggettarlo al suo volere, Sauron ha un breve attimo di libertà e taglia il dito di Eltariel con l'anello di Celembrimbor separandolo dall'Elfa e cerca di assorbirlo, ma la sua azione porterà i loro due spiriti a scontrarsi in una guerra eterna per il predominio sull'altro, costringendo Sauron a essere imprigionato sulla cima della torre sotto forma di occhio fiammeggiante. Ovviamente questa condizione rallenterà Sauron ma non lo fermerà nella sua opera di conquista della Terra di Mezzo. Per questo Talion su consiglio di Shelob dà inizio alla Guerra delle Ombre: una condizione di conflitto eterno a Mordor tra i suoi Orchi e quelli di Sauron per dare ai Popoli Liberi il tempo di prepararsi alla Guerra dell'Anello.
Il finale segreto del gioco mostra come Talion, dopo aver lottato eroicamente per decenni, alla fine soccombe al potere dell'Oscuro Signore diventando un Nazgûl a tutti gli effetti e si unisce agli altri otto nella ricerca dell'Unico Anello nella Contea. A seguito della distruzione dell'Unico da parte di Frodo Baggins e della Compagnia dell'Anello Sauron viene sconfitto definitivamente liberando gli spiriti di Celebrimbor e Talion. In una sequenza finale molto commovente si vede lo spirito di Talion ora libero dal dolore e dalla guerra liberarsi delle armi e dall'armatura in uno scenario idilliaco e camminare verso la luce, segno che lui ora può andare dalla moglie e dal figlio nell'aldilá.

### La Lama di Galadriel
Il DLC ha come protagonista la guerriera elfica Eltariel ed inizia esattamente dal finale della battaglia sopra Barad-dûr: dopo un iniziale successo di Eltariel e Celebrimbor su Sauron in duello quest'ultimo a tradimento mozza due dita dalla mano dell'elfa togliendoli l'anello. Sauron assorbe Celebrimbor intrappolando entrambi in un eterno occhio fiammeggiante sopra la torre. Contattata telepaticamente da Dama Galadriel Eltariel riceve l'ordine di continuare a combattere i Nazgûl e in particolare il nuovo spettro dell'anello Talion divenuto signore di Minas Morgul. Recuperato l'anello la guerriera elfo si dirige verso la ex città gondoriana. Infiltratasi nel palazzo ingaggia battaglia con l'ex ramingo ma quest'ultimo ferma la lotta convincendola di essere l'unica speranza contro Sauron e di essere ancora libero dal controllo dell'Oscuro Signore. Gli rivela anche la visione di Shelob e del tradimento del Lucente Signore. Entrambi però sono consapevoli del fatto che presto o tardi Talion cadrà sotto l'influenza del male e quindi Eltariel dovrà ucciderlo quando questo accadrà.
Ora che Sauron e il Re Stregone sono temporaneamente neutralizzati una nuova minaccia incombe su Mordor e la Terra di Mezzo: due sorelle Nazgûl hanno occupato il vuoto di potere e stanno attaccando con il loro esercito le varie regioni della terra nera. Talion è costretto a correre per difendere Seregost e lascia Cirith Ungol in mano all'elfa la quale, rifiutandosi di usare l'anello per dominare gli Orchi, stringe delle insolite alleanze con alcuni di essi che vivono in libertà a Mordor, tra i quali Ar-Kaius l'Architetto, un Olog-hai che intende rendere Mordor un posto migliore con le sue costruzioni, Ogg l'Arco di Morgoth, uno degli Orchi originali creati da Morgoth e per questo diffidente nei confronti di Sauron, e Ar-Baruk l'Ammaliato, un Olog-hai che ha giurato fedeltà a Shelob, insieme al reggente di Cirith Ungol Akoth Sterminatore di morti. Insieme riusciranno a spezzare un assedio nemico. Vinta la battaglia il Senzamorte farà ritorno con la notizia della caduta della fortezza alleata. L'elfa parte subito per la regione caduta ma non potendo riconquistarla decide di rendere la guarnigione inutilizzabile. A tal proposito viene avvicinata da Mâku il Risolutore, un Orco dotato di un ingegno fuori dal comune, e dai fratelli Miccia ed Esca, affascinati dagli esplosivi. Insieme avvelenano le scorte di grog nel castello con un nuovo veleno che permea la zona di esalazioni velenose, che poi viene fatto esplodere dagli arcieri di Ogg rendendo la fortezza permanentemente inagibile.
Successivamente tocca alla fortezza di Núrnen che viene riconquistata dopo un raid dentro alle mura che porterà Eltariel e i suoi alleati orchi a combattere contro il reggente.
L'ultima regione da reclamare è Gorgoroth la cui fortezza è presidiata dalle sorelle Nazgûl. Durante l'assedio Eltariel giunge nella sala del trono e combatte i due spettri e li sconfigge. Esorcizzandoli ella vede i loro ricordi: esse erano due principesse guerriere che per ordine del loro padre, un potente re dell'est, avevano ucciso due Nazgûl per consegnarli i due anelli ma le figlie tradirono il padre e lo uccisero reclamando il trono e diventando in seguito schiave di Sauron.
A fine della battaglia Talion è in procinto di diventare uno schiavo di Sauron ma implora Eltariel di ucciderlo a Minas Morgul poiché non vuole morire sul maledetto suolo di Mordor. Impietosita la guerriera acconsente, ma giunti nel cortile interno della città maledetta Talion cede definitivamente al male ed evoca un esercito di orchi non morti e Nazgûl per uccidere l'elfa. Eltariel sconfigge Talion bandendolo temporaneamente e vede i suoi ricordi durante l'esorcismo: il sacrificio del ramingo e della sua famiglia al Cancello Nero per mano della Mano Nera di Sauron, la sua fusione con Celebrimbor, il tradimento di quest'ultimo, la trasformazione in Nazgûl e la conquista di Minas Morgul. Indignata Eltariel rifiuta l'ordine di Galadriel di andare ad Ovest a Valinor e abbandonare la Terra di Mezzo, e per molti anni rimarrà a Mordor combattendo Sauron e i suoi servi. Alla fine essa assiste alla sconfitta di Sauron e alla fuga di Celebrimbor e si intuisce che ora è proprio il Lucente Signore il suo prossimo bersaglio.

### La Desolazione di Mordor
L'ultimo DLC ha come protagonista Baranor, capitano di Gondor sopravvissuto alla caduta di Minas Ithil e alleato di Talion. Dopo aver salvato la sua amata Idril e i suoi compagni assieme a Talion, il gondoriano di origine haradrim si dirige a Lithlad, l'arido deserto orientale di Mordor popolato da orchi e mangiaterra (giganteschi predatori vermiformi sotterranei) con lo scopo di assoldare i “Figli Evanescenti”, un esercito di mercenari easterling con lo scopo di conquistare la fortezza di Shindrâm ed ostacolare i piani del Nemico.
Una volta arrivati però lui e i suoi vengono sorpresi da una tempesta di sabbia e nel cercare riparo vengono ad uno ad uno divorati dai mangiaterra. Anche Baranor viene divorato, ma è subito salvato da Thorvin, il nano cacciatore amico di Talion. Dopo averlo portato al suo rifugio montano il nano fornisce al gondoriano due dispositivi di avanzatissima tecnologia Númenoreana recuperati tra le antiche rovine della regione e che si riveleranno fondamentali: uno scudo componibile munito di balestra e lancia rampini per scalare edifici e dislivelli naturali e il quadraplano, un paracadute con cui planare per lunghissime distanze da grandi altezze. Inoltre il nano consegna all'umano una mappa della regione con la posizione dei mercenari, accampati in un'antica fortezza numenoreana in un'oasi segreta. Forte di questa informazione il gondoriano si paracaduta dal picco direttamente sulla soglia del covo dei mercenari.
Dopo essere stato ammesso all'interno egli scopre con immensa sorpresa che il loro condottiero Serka altri non è che suo fratello maggiore Jagai creduto scomparso da tantissimi anni. Serka gli spiega che, dopo la partenza di Warad (il vero nome haradrim di Baranor) per Gondor, egli era stato rapito dai mercenari durante una razzia, e dopo aver cambiato nome aveva scalato i ranghi della compagnia diventandone il leader.
Non potendo più contare sui suoi compagni gondoriani Baranor assolda i mercenari di suo fratello (i Figli Evanescenti) e grazie a loro assesta duri colpi agli orchi della regione. Dopo essere sopravvissuti a tradimenti ed imboscate, Baranor, Serka e i Figli Evanescenti prendono d'assalto la fortezza di Shindrâm, riuscendo infine a uccidere il reggente Takra e a impadronirsi delle immense ricchezze degli uruk.
In seguito Baranor sa che Sauron avrebbe deciso di riprendersi la fortezza, così elabora un piano: quando gli Orchi entrano per riconquistare Shindrâm non trovano nessuno, tranne un'enorme quantità di barili di grog rovesciati, i quali attirano il Gran Rombo (un colossale Mangiaterra) che emerge dal terreno uccidendo gli Orchi e demolendo il forte, neutralizzando la presenza di Sauron a Lithlad; il tutto viene contemplato in sicurezza da Baranor, Serka e Thorvin da un rifugio montano. L'ultima scena mostra i due fratelli soddisfatti allontanarsi, con Serka che si burla bonariamente del fratello affibbiandogli soprannomi buffi a seguito della loro impresa.

## Personaggi
Talion: ramingo conosciuto come Senzamorte la cui missione è fermare l'avanzata di Sauron verso la conquista della Terra di Mezzo insieme allo spettro del fabbro elfico Celebrimbor, scontrandosi contro gli eserciti di Mordor. Verso la fine Talion indosserà uno dei Nove Anelli del Potere appartenuto a Isildur diventando un Nazgûl, rendendosi partecipe dei vari eventi che vedranno la Guerra dell'Anello. Doppiato da Francesco De Francesco.
Celebrimbor: lo spettro dell'antico Sire elfico della Seconda Era conosciuto come il Creatore d'Anelli e il Lucente Signore, legato a Talion dal nuovo Anello del Potere che hanno creato all'interno di Monte Fato. Durante l'avventura apparirà molto più cinico e calcolatore rispetto al primo episodio, dato che condivide il desiderio di Sauron di portare ordine sulla Terra di Mezzo come suo signore, e ciò lo porterà a separarsi da Talion, finendo per legarsi a Sauron nella forma di Occhio senza palpebra per cercare di prenderne il controllo. Doppiato da Roberto Draghetti.
Shelob: l'ultima figlia di Ungoliant risiedente a Torech Ungol, una rete di gallerie posta sotto l'altopiano di Cirith Ungol. Dalla forma di un gigantesco ragno esattamente come la madre, Shelob ha ereditato da lei anche i suoi poteri mutaforma, che le permettono di trasformarsi in una donna bellissima, perfetto contraltare della sua vera forma; nei suoi ricordi, però, risulta in modo implicito il contrario in quanto afferma di "aver scelto la forma di ragno per osservare la Ragnatela del Destino", cosa che le garantisce il potere della preveggenza. Tormentata dalla visione che Celembrimbor avesse preso il posto di Sauron, guida Talion per impedirne l'avverarsi e che porterà alla Guerra delle Ombre.
Idril: figlia del generale Castamir Idril è una Dama dello Scudo, una guerriera votata a difendere la città di Minas Ithil, nonché una perfetta storica delle numerose reliquie conservate al suo interno. Dopo la caduta di Minas Ithil combatterà insieme all'amico Baranor una guerra su due fronti: vendicarsi degli Orchi che le uccisero la madre e recuperare i tesori della Grande Sala. Nell'espansione La Desolazione di Mordor viene rivelato che mentre Baranor andrà a Lithlad per ottenere l'aiuto dei Figli Evanescenti, Idril si dirigerà a Henneth Ânnun per preparare i gondoriani sopravvissuti per poi riunirsi a Baranor e unire le loro forze per colpire il cuore di Mordor.
Baranor: nato come Warad in una famiglia di Haradrim vicino a Umbar, Baranor venne scambiato con un bambino di Gondor per una garanzia di pace venendo cresciuto da una facoltosa famiglia di Minas Ithil. Entrato nell'esercito e scalando le gerarchie militari divenne il vice di Castamir, avvicinandosi molto alla figlia Idril. Dopo la caduta di Minas Ithil resterà al fianco di Idril per combattere la loro guerra a Mordor. Nell'espansione La Desolazione di Mordor si riunirà al fratello perduto Serka e neutralizzeranno la presenza di Sauron nella regione desertica di Lithlad.
Castamir: Castamir è il padre di Idril nonché generale delle forze di Gondor a Minas Ithil dove tiene a bada le forze di Mordor dall'uscire dalla regione. Con l'avanzare degli assedi, però, la preoccupazione di perdere anche la figlia divenne sempre più grande tanto da stringere un patto con il Re Stregone: la città e il Palantír in cambio della vita di sua figlia. Al termine dell'accordo il Re Stregone lo uccise, ma nemmeno la morte diede pace a Castamir: Isildur, infatti, l'avrebbe fatto risorgere come Senzanima facendolo combattere contro Talion. Doppiato da Claudio Moneta.
Gollum: un mezzuomo che cadde nel malefico potere dell'Unico Anello e da esso trasformato in una figura abietta e insidiosa che continua a cercare il suo "Tessoro". Conobbe Shelob durante la ricerca dell'Unico Anello, della quale divenne servitore e spia, attirando gli Orchi nella sua tana. Aiuterà Talion ad impedire la morte di Idril e Castamir trovando gli Orchi implicati. Doppiato da Francesco Vairano.
Eltariel: guerriera Elfa incaricata da Galadriel di dare la caccia ai Nazgûl benché nutra dei dubbi sulla sua missione in quanto ha capito che sono esseri immortali. Aiuterà Talion durante la sua missione e quando il ramingo si rifiuterà di seguire Celebrimbor costui donerà il suo anello a Eltariel in modo da poterla aiutare a mettere fine per sempre alla sua caccia ai Nazgûl. Eltariel, segnata dalle molte battaglie che ha dovuto combattere, accetta credendo di fare la cosa giusta. Tuttavia, quando sono vicini a sconfiggere Sauron questi taglierà il dito di Eltariel con l'anello di Celebrimbor separandola dallo spettro. Nell'espansione La Lama di Galadriel userà il Nuovo Anello per aiutare Talion a sconfiggere le sorelle Nazgûl. Doppiata da Debora Magnaghi.
Brûz: uno tra i più forti Olog-hai presenti a Mordor Brûz divenne subito noto per la sua forza e le sue vittorie, ottenute non solo con la forza ma anche con un incredibile genio tattico. Dominato da Talion attraverso il nuovo anello Brûz combatté al fianco del ramingo aiutandolo a conquistare Núrnen dimostrando di essere molto socievole e umoristico. Tuttavia, in fondo al suo cuore non sopportava di aver perso il combattimento contro Talion, così alla prima occasione lo pugnalò alle spalle diventando il nuovo reggente della fortezza. Venne in seguito scacciato e, al termine di un lungo inseguimento, portato sull'orlo della pazzia da Celebrimbor che lo ridusse nel guscio vuoto di quello che era.
Ratbag: un Uruk vecchio compagno di Talion che lo aiutò a scalare la gerarchia degli Orchi a causa delle sue scarse capacità finendo per essere ucciso dal Martello di Sauron. In realtà Ratbag sopravvisse al colpo infertogli ma fu imprigionato insieme a un Olog da una banda di Orchi. Ratbag riuscì a liberare sé stesso e l'Olog, al quale darà il nome "Ramingo" in onore di Talion, e insieme riuscirono a superare varie difficoltà fino a divenire i reggenti dietro la figura fittizia di un Olog a due teste conosciuto come l'Etten. Dopo la nuova avventura con Talion per ritrovare Ramingo e sconfiggere Brûz si ricongiunge con il suo compagno lasciando un mistero sul loro destino. Doppiato da Luca Graziani.
Ramingo: un tempo un Olog chiamato Az-Harto, noto per la sua mente spietata e strategica, Ramingo fu catturato da una banda rivale di Orchi dove conobbe un altro prigioniero di nome Ratbag. I due riuscirono a fuggire e a scalare la gerarchia degli Orchi creando la figura fittizia dell'Etten, un Troll dotato di due teste, frutto dell'istinto di sopravvivenza di Ratbag e dell'intelligenza di Ramingo.
Carnan: spirito della foresta e guardiana della natura a Mordor in grado di assumere qualsiasi forma e controllare qualunque essere vivente che comprende la fauna e la flora. In passato Carnan combatté contro il Balrog Tar Goroth che minacciò la vita della sua foresta, finendo per confinarlo nei recessi di Gorgoroth. Inizialmente non vede di buon occhio Talion e Celebrimbor in quanto esseri contro natura a causa della loro condizione e inoltre per il fatto che il nuovo anello abbia risvegliato Tar Goroth. In seguito li aiuterà sia contro il Balrog che contro il negromante Zog, rischiando in più di un'occasione la vita. Doppiata da Patrizia Scianca.
Sauron: inizialmente un Maiar, uno spirito immortale più antico della stessa Terra di Mezzo, Sauron volle riportare ordine nel mondo, secondo lui, lasciato dai Valar. Si unì al primo Oscuro Signore Morgoth e alla sua sconfitta si nascose per poi ritornare sotto le vesti di Annatar, il Signore dei doni. Con queste sembianze Sauron divenne amico di Celebrimbor, il quale condivideva il suo sogno di creare un'utopia, e insieme crearono gli Anelli del Potere. In segreto Sauron forgiò l'Unico Anello per dominarli tutti quanti, infondendovi molto del suo potere. Con una parte del suo potere ritornata Sauron intende riprendere il suo sogno di conquistare tutta la Terra di Mezzo grazie agli Orchi e ai Nazgûl, venendo ostacolato da Talion e Celebrimbor. Nella battaglia finale Sauron viene bloccato da Celebrimbor in una guerra interna dopo che cercò di fondersi con lo spirito dell'Elfo, finendo per assumere per sempre la forma di un occhio fiammeggiante senza palpebra e rimanendo bloccato sulla cima della stessa Barad-dûr.
Re Stregone di Angmar: il più forte e fedele seguace di Sauron, nonché capo dei nove Nazgûl, il Re Stregone di Angmar fu uno degli Uomini a cui Sauron diede uno dei Nove Anelli del Potere, servendolo per ben quattro millenni. Il suo sogno è quello di vedere il regno di Gondor distrutto in quanto il suo regno di Angmar venne sfaldato da un'alleanza tra gondoriani ed Elfi, e la sua prima preda fu la città di Minas Ithil che ribattezzerà Minas Morgul. Il Re Stregone vede in Talion un nuovo membro per gli Spettri dell'Anello, per questo in più di un'occasione sia lui che i Nazgûl cercheranno di convincerlo a passare dalla loro parte. Verrà cacciato da Minas Morgul da Talion ma ritornerà quando il ramingo diventerà finalmente un Nazgûl e insieme partiranno per la Contea alla ricerca dell'Unico Anello. Doppiato da Marco Pagani.
Suladân: un tempo un grande generale della Seconda Era Suladân (il cui nome in Sindarin significa "Uomo spirituale") marciò contro la fortezza di Sauron per sconfiggerlo. L'Oscuro Signore, invece, si arrese a lui dandogli uno dei Nove Anelli del Potere. L'anello e Sauron, divenuto nel frattempo il suo più fidato consigliere, corruppero Suladân fino a farlo diventare un Nazgûl, presente in molte campagne militari dell'Oscuro Signore, inclusa l'Ultima Alleanza di Uomini ed Elfi. Doppiato da Antonio Paiola.
Tar Goroth: uno dei Balrog del primo Oscuro Signore Morgoth, Tar Goroth era uno dei generali del suo esercito, probabilmente il più potente dopo Gothmog, il loro signore, in quanto si dice che abbia distrutto interi eserciti e molti dei loro più grandi eroi. Dopo la sconfitta di Morgoth nella Prima Era Tar Goroth si rifugiò a Mordor, dove la sua fame di distruzione lo portò a confrontarsi con lo spirito protettore di quella terra, Carnan, che riuscì a seppellirlo nelle profondità di Gorgoroth. Risvegliato dal potere del nuovo anello creato da Talion e Celebrimbor, Tar Goroth venne riportato in superficie dal negromante Zog e dai suoi accoliti ma si dimostrò incontrollabile e il suo ritorno minacciò di portare la fine su tutta la Terra di Mezzo. Carnan venne aiutata da Talion a combattere contro il suo vecchio nemico, sconfiggendolo definitivamente nel lago ghiacciato di Seregost.
Zog: Orco specializzato nella magia oscura, in particolare la negromanzia, Zog è un devoto seguace di Sauron con una grande ambizione: risvegliare il Balrog Tar Goroth a Gorgorth. Quando però il Balrog venne sconfitto da Talion e Carnan Zog decise di resuscitarlo, e questo portò la sua ambizione a farsi ancora più grande: dato che i morti rispondono solo al loro padrone avrebbe avuto un'arma devastante e un potere tale da permettergli di sfidare Sauron; inoltre il suo culto si espanse per tutta Mordor, pronto a riportare in vita tutti i suoi morti. I suoi piani vennero però fermati da Talion che uccise molti accoliti e lo stesso Zog mentre stava cercando di resuscitare Tar Goroth. Tuttavia i suoi accoliti lo riportarono in vita a Minas Morgul e Zog dichiarò la propria indipendenza da Sauron, pronto a resuscitare i morti della città per costruire un esercito. La sua ambizione cessò definitivamente quando Talion lo uccise di nuovo e Carnan purificò i loro corpi riducendoli in cenere.
Helm Mandimartello: antico re di Rohan e ultimo della prima linea, noto per la sua incredibile resistenza e brutalità, grazie alle quali si diceva poteva combattere per giorni anche a mani nude. Helm rifiutò di dare in matrimonio sua figlia Bernwyn a Siric, un signore della guerra, perciò una settimana dopo Siric tese un'imboscata a Helm e rapì Bernwyn. Ormai quasi morto Helm venne raggiunto da Sauron e Celebrimbor che gli diedero uno dei Nove Anelli del Potere, il quale rinvigorì il corpo del re ma alimentò anche la sua sete di vendetta. Assediò la fortezza di Siric dove, preso dalla furia, uccise per errore la propria figlia. Mosso da una rabbia sfrenata Helm massacrò tutti i presenti, inclusi i suoi soldati, finché non divenne un Nazgûl con il potere di controllare ogni tipo di bestia. Doppiato da Renzo Ferrini.
Isildur: re fondatore di Gondor, durante l'Ultima Alleanza di Uomini ed Elfi Isildur riuscì a sconfiggere Sauron tagliandogli il dito con l'Unico Anello utilizzando la spada distrutta di suo padre Elendil. Impossessatosi dell'Unico, dopo molto tempo Isildur cedette alla tentazione e lo indossò, in cui ebbe una visione di sé come nuovo Signore degli Anelli ma comprese troppo tardi che l'Anello rispondeva soltanto a Sauron. L'Oscuro Signore fissò il suo sguardo su Isildur che venne continuamente attaccato dagli Orchi, finendo infine ucciso nei Campi Iridati quando l'anello lo abbandonò. Gli Orchi recuperarono il corpo e lo portarono a Barad-dûr dove Sauron gli fece indossare uno dei Nove Anelli del Potere riportandolo in vita come suo schiavo e come Nazgûl con il potere di resuscitare gli spiriti degli Uomini. Durante la sua seconda battaglia contro Talion Isildur verrà liberato dal ramingo che finalmente gli concederà il riposo della morte e diventerà l'erede del suo anello. Doppiato da Oliviero Corbetta.
Galadriel: regina del reame elfico di Lórien la quale ha incaricato Eltariel di dare la caccia ai Nazgûl, non tanto per sconfiggerli quanto per ritardare il più a lungo possibile l'ascesa di Sauron. Nell'espansione La Lama di Galadriel guiderà Eltariel contro le sorelle Nazgûl e Talion, prossimo ormai a diventare uno Spettro dell'Anello.
Akoth Sterminatore di morti: un tempo una potente Canaglia della tribù dei Mistici conosciuto come Distilla veleno, Akoth tradì i suoi compagni quando resuscitarono il suo fratello di sangue Pâsh cambiandone il comportamento, divenendo un Condottiero dei Predoni. Dominato da Talion diverrà il reggente di Cirith Ungol e coordinerà la difesa della fortezza contro l'esercito delle sorelle Nazgûl.
Ar-Kaius l'Architetto: un Olog-hai con la passione per la costruzione, Ar-Kaius è noto per aver costruito molte delle fortezze di Mordor con il suo possente martello Scuotiossa e il suo amore per l'architettura lo porta a credere che solo costruendo una civiltà a Mordor gli Orchi avranno un futuro.
Ogg l'Arco di Morgoth: Ogg è uno degli Orchi originali della Prima Era e perciò crede fermamente che l'unico vero signore di Mordor sia il suo precedente padrone Morgoth, entrando quindi in contrasto con la leadership di Sauron e assottigliandone le file grazie alle sue incredibili capacità di arciere.
Ar-Baruk l'Ammaliato: Ar-Baruk è un Olog-hai che un tempo faceva parte di una spedizione per uccidere Shelob dopo che quest'ultima aveva divorato un Comandante. Quando finalmente la vide, però, Ar-Baruk riuscì a intravedere la bellezza e il grande potere che celava, rivoltandosi contro i suoi compagni. In segno di ringraziamento Shelob gli risparmiò la vita e da quel giorno l'Olog si mise al servizio della sua nuova padrona.
Mâku il Risolutore: Mâku è un Orco noto a Mordor per la sua intelligenza, molto superiore a quella media, che gli consente di creare piani infallibili fin nel più piccolo dettaglio. Si unirà a Eltariel nel rendere inoperabile la fortezza di Seregost e pareggiare i conti con il reggente di Núrnen.
Torz "Esca" e Flak "Miccia: Torz e Flak, soprannominati Esca e Miccia, sono due Guastatori che possiedono una vera e propria ossessione per gli esplosivi; loro stessi ne portano il segno su uno dei lati del corpo causati da una missione di sabotaggio finita male. Aiuteranno Eltariel nel distruggere la fortezza di Seregost servendosi di un Graug raro del gelo dominato dall'Elfa come arma d'assedio.
Krímp l'Incantato: Krímp è un Orco che sentendo molto parlare degli Elfi ne è rimasto affascinato, al contrario dei normali Orchi. Quando incontra per la prima volta Eltariel a Núrnen ne rimarrà infatuato e giurerà di servirla come sua guardia del corpo.
Golm lo Scavatore: Golm è un Orco che ha preso residenza nel sottosuolo di Gorgoroth riuscendo a farsi accettare dai Ghûl. Entrerà subito in contrasto con Ar-Kaius in quanto i rumori provocati dalle sue costruzioni disturbano gli abitanti del sottosuolo, costringendo Eltariel a scegliere con chi schierarsi.
Sorelle Nazgûl: un tempo due giovani principesse di Shen, uno dei regni orientali della Terra di Mezzo, chiamate Riya e Yuka, furono inviate dal loro padre, l'imperatore Sagong, a Mordor per conquistarla. Scontrandosi con due Nazgûl Riya e Yuka presero i loro Anelli del Potere e tornarono vittoriose. Tuttavia, l'influenza dei due anelli cominciò a corromperle, portandole a uccidere il padre e a instaurare un regno tirannico che fece decadere l'impero, finché non divennero completamente due Nazgûl al servizio di Sauron. Quando il Re Stregone viene scacciato da Minas Morgul e Sauron e Celebrimbor si uniscono nell'Occhio senza palpebra, Riya e Yuka decidono di prendere il potere a Mordor, cercando al contempo di impossessarsi degli anelli di Talion e Eltariel.
Torvin: il Nano che fu compagno di caccia di Talion durante il suo periodo a Núrnen, quando lo aiutò a cacciare il Graug conosciuto come Grande Bianco vendicando la morte del fratello Gorvin. In seguito Torvin partì per la regione di Lithald decidendo di cacciare i selvaggi Mangiaterra, scoprendo che quella terra era piena di antiche reliquie dei númenóreani e decidendo di trovarle e usarle. Sarà lui, infatti, a realizzare per Baranor una copia del quadraplano e del guanto númenóreano, potenziandolo con le varie reliquie che Baranor troverà nella regione.
Serka: precedentemente conosciuto come Jagai, dopo poco tempo che venne separato dal fratello Warad il suo villaggio di Haradrim venne saccheggiato dalla compagnia di mercenari dei Figli Evanescenti, i quali nella loro usanza lo reclutarono insieme ad altri bambini sopravvissuti. Col tempo Jagai iniziò a scalare la gerarchia dei Figli Evanescenti, cambiando il proprio nome in Serka e divenendone alla fine il loro leader. Stabilitosi nella regione di Lithlad, Serka raggiunse un accordo con il reggente della fortezza di Shindrâm Takra, entrando al suo servizio per proteggere la regione dai banditi in cambio di una garanzia di pace. In seguito, però, al ricongiungimento con il fratello Warad, ora divenuto il gondoriano Baranor, Serka deciderà di aiutarlo a conquistare la fortezza.
Zhója: un tempo arciere dell'esercito Esterling, Zhója venne condannato assieme a dei complici in quanto stava vendendo le armi che aveva acquistato nell'armeria della fortezza di Dorwinion Rhûn. Riuscito a liberarsi, Zhója decise di unirsi ai Figli Evanescenti, attratto dal loro stile di vita libero e indipendente, scoprendo però che anche tra loro vi era una gerarchia, e tra l'altro non piaceva molto al loro capo Serka per i suoi modi piuttosto discutibili. Pieno di risentimento Zhója decise di vendicarsi attendendo il momento opportuno per spodestare Serka, riuscendoci approfittando della tensione creatasi nei mercenari mentre stanno venendo coinvolti nel piano di Baranor per conquistare la fortezza, e vendendo come merce di scambio Serka all'Orco Ûshak. Il suo regno come capo dei Figli Evanescenti avrà, però, vita breve in quanto Baranor salva Serka, il quale riprende la sua posizione e ordina che Zhója venga dato in pasto ai Mangiaterra.
Takra, il Ragno delle sabbie: un tempo Takra era conosciuto come l'Avvelenatore in quanto, insieme al fratello Zuka, ingannava gli altri Orchi facendogli credere di aver bevuto un veleno ad azione lenta e di risolvere delle faccende per meritarsi l'antidoto, che in realtà si rivelava essere il vero veleno. Ripetendo questo stratagemma molte volte, Takra e Zuka riuscirono a diventare entrambi comandanti, finché un giorno Takra scoprì che il fratello stava sperperando tutte le ricchezze che avevano accumulato nel gioco d'azzardo. Furioso, Takra decise di vendicarsi ricorrendo al loro vecchio trucco nei confronti del reggente di Shindrâm, il quale uccise Zuka e venne a sua volta ucciso da Takra con il veleno. In questo modo Takra divenne il nuovo reggente della fortezza, decidendo di usare il titolo del fratello, il Ragno delle sabbie, sia in suo onore che come trofeo.

## Modalità di gioco
La funzione multigiocatore del gioco offre una "modalità di conquista sociale", in cui i giocatori sono in grado di invadere le fortezze degli altri giocatori e tentare di conquistarle. Questa modalità ha due impostazioni: amichevole e classificato. Amichevole permette al giocatore di invadere la fortezza di qualcuno, senza il rischio di perdere il proprio esercito. Classificato, invece, permette al giocatore di invadere, ma con il rischio di perdere alcuni dei propri orchi seguaci definitivamente. Con l'aggiornamento 1.07, è stata aggiunta una nuova modalità multigiocatore: le fosse online. In questa modalità il giocatore può inviare un proprio orco reggente a combattere contro il reggente di un altro giocatore nelle fosse. Come per le invasioni online, anche nelle fosse online si ha la modalità amichevole e classificata. Inoltre l'orco reggente potrà diventare epico o leggendario dopo una serie di vittorie in questa modalità.

## Accoglienza
| Testata                          | Versione | Giudizio |
| -------------------------------- | -------- | -------- |
| Metacritic (media al 30-01-2020) | PC       | 75/100   |
| Metacritic (media al 30-01-2020) | PS4      | 80/100   |
| Metacritic (media al 30-01-2020) | XONE     | 81/100   |
| Destructoid                      | PS4      | 7/10     |
| EGM                              | PS4      | 8/10     |
| Game Informer                    | PS4      | 9.5/10   |
| GameSpot                         | XOne     | 7/10     |
| GamesRadar+                      | PS4      | [ 13 ]   |
| Giant Bomb                       | Tutte    | [ 14 ]   |
| IGN                              | Tutte    | 9/10     |
| PC Gamer (US)                    | PC       | 73/100   |
| Polygon                          | PS4      | 7.5/10   |
| VideoGamer.com                   | Xone     | 8/10     |

Il gioco ha avuto un'accoglienza generalmente positiva, stando alle recensioni aggregate sul sito web Metacritic.
Il sito web IGN lo ha votato positivamente, ritenendolo "più grande e ambizioso de L'Ombra di Mordor, con grandi risultati", lodandone soprattutto il sistema Nemesi, le battaglie e il multigiocatore. GameSpot lo ha però votato meno positivamente, dichiarando: "prova a essere più grande del predecessore, ci sono più abilità, più armi, più orchi, ma ti lascia a volere di meno". Ha criticato nello specifico "i costi nel gioco e il sistema di bottino"; tuttavia ha riassunto: "nel suo nucleo, è un'esperienza divertente con momenti brillanti". Altra recensione sfavorevole proviene da The Independent, intitolata A Disappointing Sequel (Un Sequel Deludente). Jack Shepherd ne ha criticato la storia poco coinvolgente, dichiarando "alla fine, vi interesserà la rivalità tra Orchi e non la storia. Un peccato, considerato che "Il Signore degli Anelli" fu, e rimane, una delle più grandi storie mai raccontate".

### Premi e riconoscimenti
L'Ombra della Guerra ha ricevuto nomination all'E3 2017 come "Best of Show", "Best Console Game", "Best PC Game", e "Best Action/Adventure Game".